# Scientific American
Scientific American – najstarszy amerykański miesięcznik popularnonaukowy wydawany od 28 sierpnia 1845 roku. Jego celem jest propagacja najnowszych osiągnięć technicznych i naukowych poza wąskie środowisko naukowców i popularyzacja wśród szerokiej publiczności.
Obecnie Scientific American wydawany jest w 18 wersjach językowych – w tym polskiej, jako Świat Nauki – w łącznym nakładzie przekraczającym milion egzemplarzy. W odróżnieniu od wysoce sformalizowanych i terminologicznie dostępnych jedynie wąskiemu gronu specjalistów czasopism ściśle naukowych, jak Nature czy Science, popularnonaukowy Scientific American adresowany jest do wykształconych czytelników interesujących się problemami nauki, lub specjalistów dziedzin wymagających poglądowych wiadomości interdyscyplinarnych czy też wiadomości na temat prototypowych/nowatorskich hipotez, bądź projektów.
Scientific American został założony przez Rufusa Portera, początkowo jako jednostronicowa ulotka. Jego głównym celem w pierwszych latach było informowanie o pracach Amerykańskiego Biura Patentowego. 
Porter sprzedał swoją ulotkę Orsonowi Munnowi, następnie do roku 1948 pismo pozostawało własnością firmy Munn&Company. 
Współczesną postać Scientific American przyjął pod nadzorem Gerarda Piela, który przejął pismo od Munna. W roku 1986 Scientific American został wykupiony za 52,6 miliona dolarów przez niemiecki koncern wydawniczy Holtzbrinka, którego własnością pozostaje do dziś, podlegając bezpośrednio grupie wydającej czasopismo Nature – Nature Publishing Group.
Wśród ciekawostek pojawiających się w początkowym okresie na łamach pisma można wymienić maszyny perpetuum mobile, przegub Cardana czy patent na niezatapialność statków przyznany Abrahamowi Lincolnowi. Obecnie dla tego typu prac wyznaczona jest oddzielna rubryka pisma.
Szczególną popularność wśród czytelników zyskały rubryki Mathematical Games prowadzona przez Martina Gardnera oraz The Amateur Scientist prezentująca ciekawe eksperymenty i urządzenia do samodzielnego wykonania.
W 2011 roku magazyn został nagrodzony National Magazine Awards w kategorii Finance, Technology and Lifestyle za numer wrześniowy listopadowy i grudniowy